# Dodge Polara (Argentina)
Este artículo es sobre el modelo de coche argentino. Para los modelos producidos en U.S.A, consulte Dodge Polara.
El Dodge Polara fue un automóvil de turismo del segmento F fabricado en Argentina bajo la marca Dodge por la Chrysler-Fevre Argentina S.A.. Era un automóvil de turismo de tamaño completo, diseñado y desarrollado en Argentina para su comercialización y posterior exportación. Este coche fue presentado con dos tipos de carrocerías: sedán y cupé. El sedán estaba basado en la cuarta generación del Dodge Dart norteamericano o del Valiant ya comercializado en Argentina, es decir la plataforma Early A Body ofrecida en Norteamérica del 1960 hasta 1966, a la cual se le practicó un diseño exclusivo para este mercado en un primer lugar, obteniendo como producto final un sedán de amplias dimensiones y con terminaciones aerodinámicas. Por su parte, la versión cupé también era un desarrollo local, ya que su diseño combinaba líneas propias del Polara/Coronado argentino.
Si bien el Polara era el segundo de un grupo de modelos basados en el mismo coche, su popularidad y nivel de aceptación lo terminarían convirtiendo en el modelo representativo de la llamada "Línea Dodge". Fue presentado en el año 1968, para dar reemplazo a la "Línea Valiant", logrando al mismo tiempo la unificación de la producción de Chrysler-Fevre bajo la marca Dodge. Este modelo fue el segundo de una serie de vehículos agrupados bajo la denominación "Línea Dodge Sedán", que fuera iniciada con el modelo "Dodge Valiant" (modelo base, redenominado luego como "Dodge" a secas), siendo continuada por el Polara, el "Dodge GT" (modelo deportivo), el "Dodge Coronado" (modelo de lujo), el "Dodge Taxi" (modelo destinado a su empleo en la flota de taxis) y el "Dodge Polara Diésel" (versión citadina del Dodge Taxi). Por su parte, la línea coupé sería lanzada en el año 1970, presentando al "Dodge GTX 6 cilindros", para luego estrenar en 1971 el Dodge GTX v8 (versión extrema, el 6 cilindros pasa a ser opcional hasta 1972) en 1972 comienza la producción del Dodge Polara Coupe(version base de la gtx 6 cilindros) hasta 1973 que se discontinua,dando lugar en 1974 al "Dodge Polara RT" (versión deportiva del Polara Coupé)".
Mecánicamente, el Polara en sus dos versiones estaba equipado con un impulsor Chrysler Slant-Six RG 225 de 3687 cc acoplado a una caja manual de tres velocidades. Por su parte, la versión Polara Diesel equipaba un motor diésel marca Perkins de cuatro cilindros en línea, acoplado a la misma caja de velocidades de cuatro marchas de la versión nafta(GTX). Este modelo se diferenciaba de los demás no solo por su mecánica, sino también por sus niveles de equipamiento, siendo en ambas líneas el modelo de base.
Este automóvil fue también producido para su exportación, siendo presentado en España en el año 1971 como Dodge 3700, siendo enviado en stocks de Ckd para su posterior ensamblaje. El armado y posterior comercialización de este modelo estaba a cargo de la firma Barreiros y su distribución estaba destinada para todo el mercado europeo.
La producción de este modelo finalizó en el año 1979, un año antes de la venta de la subsidiaria argentina de Chrysler a Volkswagen para la constitución de Volkswagen Argentina S.A..
Actualmente, este automóvil es considerado un ícono por parte de aficionados y seguidores de la marca Dodge en Argentina, debido a su tamaño y elegancia, como así también a los resultados deportivos de la sedan Dodge GTX en el Turismo Carretera. Estas cualidades convirtieron a este auto en un objeto de culto por parte de sus fanáticos, así como sucede con sus antiguos rivales de mercado, el Chevrolet Chevy, el Ford Falcon y el IKA Torino. Asimismo, una versión evolucionada de la coupé Dodge es utilizada para competir en la categoría Turismo Carretera, siendo denominada Dodge Cherokee debido a la implementación a partir del año 1997, de motores de 6 cilindros en línea de las camionetas Jeep Cherokee.

## Las variantes del Polara

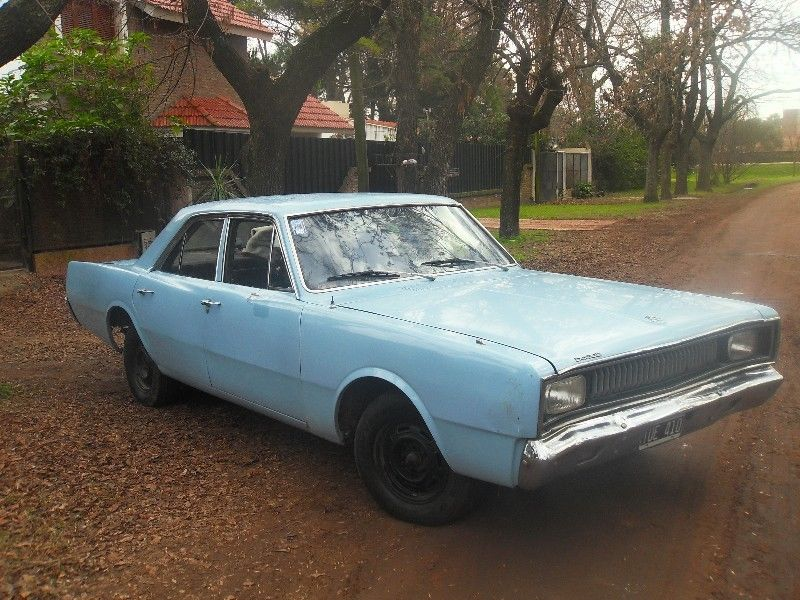
Dodge Polara de 1977.

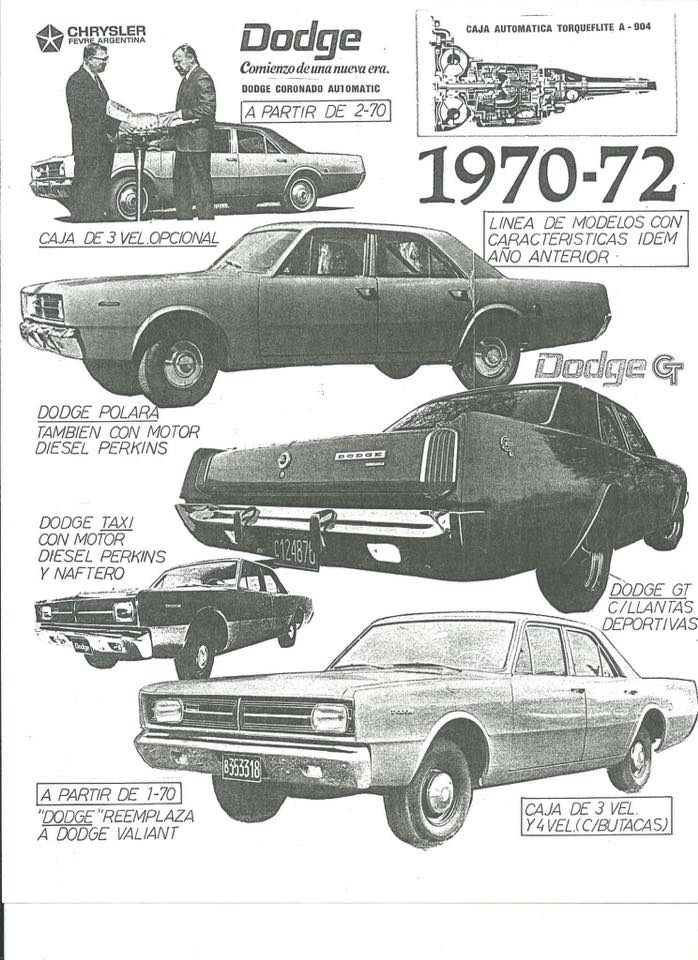
Imagen que anoticiaba los cambios y agregado de opcionales para la línea Dodge desde 1970.

En total, el Dodge Polara a lo largo de toda su producción presentó cuatro variantes en sus versiones sedán y coupé. A la versión estándar del modelo, denominada simplemente «Polara», se sumaban tres evoluciones más: Un sedán de lujo denominado Dodge Coronado, una coupé deportiva denominada Dodge Polara RT y una coupé de altas prestaciones denominada Dodge GTX, la cual también fue empleada para competiciones de motor.
El Dodge Coronado era un Polara con agregados de lujo tanto en diseño como equipamiento. Entre ellos figuraban radio con antena automática, aire acondicionado, tapizados de cuero y hasta se desarrolló una versión con caja automática. El Dodge Polara RT, era una versión deportiva del Dodge Polara Coupé, con equipamientos que lo convertían en un deportivo nato: Un motor potenciado de seis cilindros en línea, caja manual al piso de cuatro marchas y un diseño exterior siguiendo la corriente impuesta por sus rivales Falcon Sprint y Chevy Serie 2. Mientras que la coupé Dodge GTX era la evolución más radical presentada por el modelo, ya que se trataba de una coupé con un poderoso motor V8 de 5210 cm³, capaz de generar una potencia de 212 o 230 HP según el origen del motor. La coupé GTX también venía equipada con motor Slant Six A-119 como opcional al V8, o sea, había dos GTX una con motor de seis cilindros y otra con motor V8, aunque era el mismo coche, el V8 estéticamente se caracterizaba por tener la insigna V8 en los guardabarros delanteros. La GTX se podía comprar con motor Slant Six al menos hasta la salida de la Coupé RT en 1973. 
Otras variantes de menor producción presentadas por el Polara fueron el Dodge GT (equipado con caja de cambios de 4 marchas A-833, llamada Daytona Barracuda con palanca al piso sin gatillo para reversa, al contrario que las Coupé GTX posteriores, que traían otra caja de velocidades aunque también de cuatro marchas, con palanca al piso y con gatillo para reversa), el GT solo existió para el año 1969 y comienzos de 1970. Otro fue el Dodge Polara Diésel (un modelo con motor Perkins de cuatro cilindros en línea y caja manual de cuatro marchas que reemplazó al Dodge Taxi). Cuando Chrysler Fevre Argentina lanzó la línea Dodge el auto de inicio de gama se llamaba Dodge Valiant, aunque era un Dodge y no un Valiant, pero se llamaba así quizás por razones comerciales, el Dodge Valiant al ser inicio de gama no tenía Radio ni tampoco freno servoasistido y tenía la palabra Valiant en los guardabarros traseros. Luego en 1970 el Dodge Valiant fue reemplazado, para el inicio de gama, con el llamado simplemente Dodge, al cual los fanáticos para distinguirlo le llaman Dodge Dodge, como opcional éste coche se podía pedir con la caja del GT, sobre todo cuando éste se discontinuó en 1970. Ver hoy en día cualquier Dodge que originalmente trajera la caja de cambios A-833 se suele interpretar como que es un GT, pero existen algunos modelos que sólo trajeron la caja del GT pero ninguno de sus lujos como el techo vinílico y luces de cortesía en los interiores, más la insigna GT en guantera y guardabarros traseros, se cree que esos coches que llevan la letra del código R en el marco de la puerta delantera izquierda en lugar de la P que significa GT, son o bien GT remanentes de costo abaratado de 1970, o bien Dodge a secas (Dodge Dodge) que se solicitaron con el opcional de la caja A-833.
Asimismo, las versiones coupé tuvieron su versión estándar, denominada simplemente como Polara Coupé. Todos los modelos no coinciden temporalmente, así el Dodge reemplazó al Dodge Valiant en 1970 como coche base; la Coupé RT reemplazó a la Coupé Polara como coche de dos puertas más accesible que la coupé GTX, ésta a su vez reemplazó al GT como versión más deportiva y el Dodge Polara Diesel reemplazó al Dodge Taxi

## Historia
En 1968 se introduce en Argentina el Dodge Polara, diseñado exclusivamente para el mercado argentino y fabricado por Chrysler Fevre Argentina, vehículo que en España se denominó Dodge 3700. y que se ensambló entre 1971 y 1972 su carrocería en Ckd usando piezas argentinas, si bien a partir de 1973 se fabricó completamente en España para adecuarse a la legislación española de aquellos años.

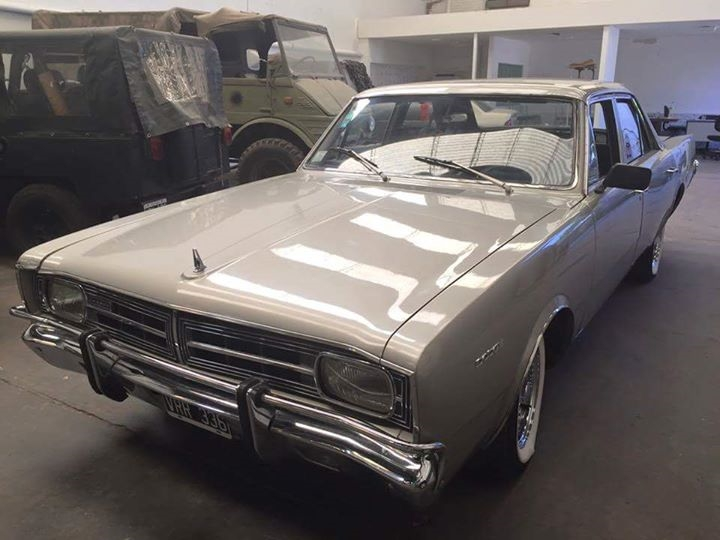
Dodge Polara (1969).

Se fabricó en varias versiones a lo largo de su historia en el país, desde la estándar «Polara» de cuatro puertas y cupé sin parantes, hasta el muy lujoso «Coronado», pasando por el intermedio «GT» y el «Polara Diésel» con motor «Perkins 4 PA 203» 4 cilindros de 3.333 cm³ (203 plgs³) aparecido en 1976.
También existieron versiones cupé deportivas denominadas «GTX» con motor V8 y la de alto rendimiento «Polara RT».
Estas cupés sin parantes, diseñadas íntegramente en Argentina, tenían un cierto parecido con el Dodge Charger (1968–1970) estadounidense. Asimismo, carroceros particulares diseñaron modelos tipo ambulancia y fúnebre sobre la base del Polara. Su fabricación cesó definitivamente en 1980, cuando cerró sus puertas Chrysler Fevre Argentina, siendo absorbida por la novel Volkswagen Argentina.
Dimensiones
| Modelo              | Sedán    | Cupé     |
| ------------------- | -------- | -------- |
| Distancia ente ejes | 2,819 mm | 2,819 mm |
| Largo               | 5,010 mm | 5,024 mm |
| Ancho               | 1,800 mm | 1,904 mm |
| Alto                | 1,425 mm | 1,375 mm |

### Dodge GTX

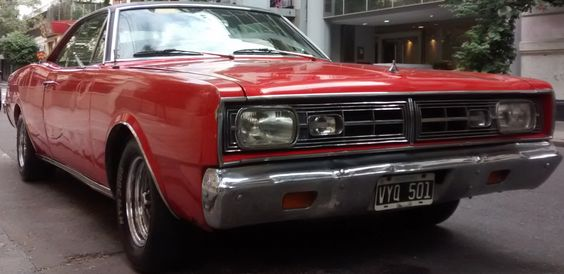
Dodge GTX (1971).

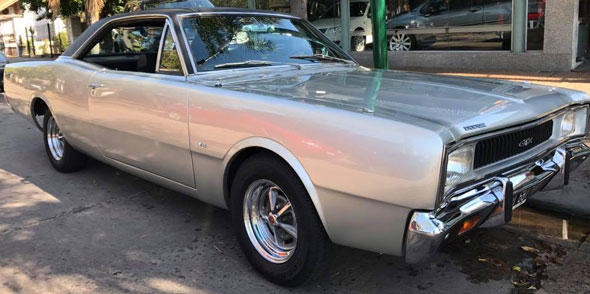
Dodge GTX (1976).

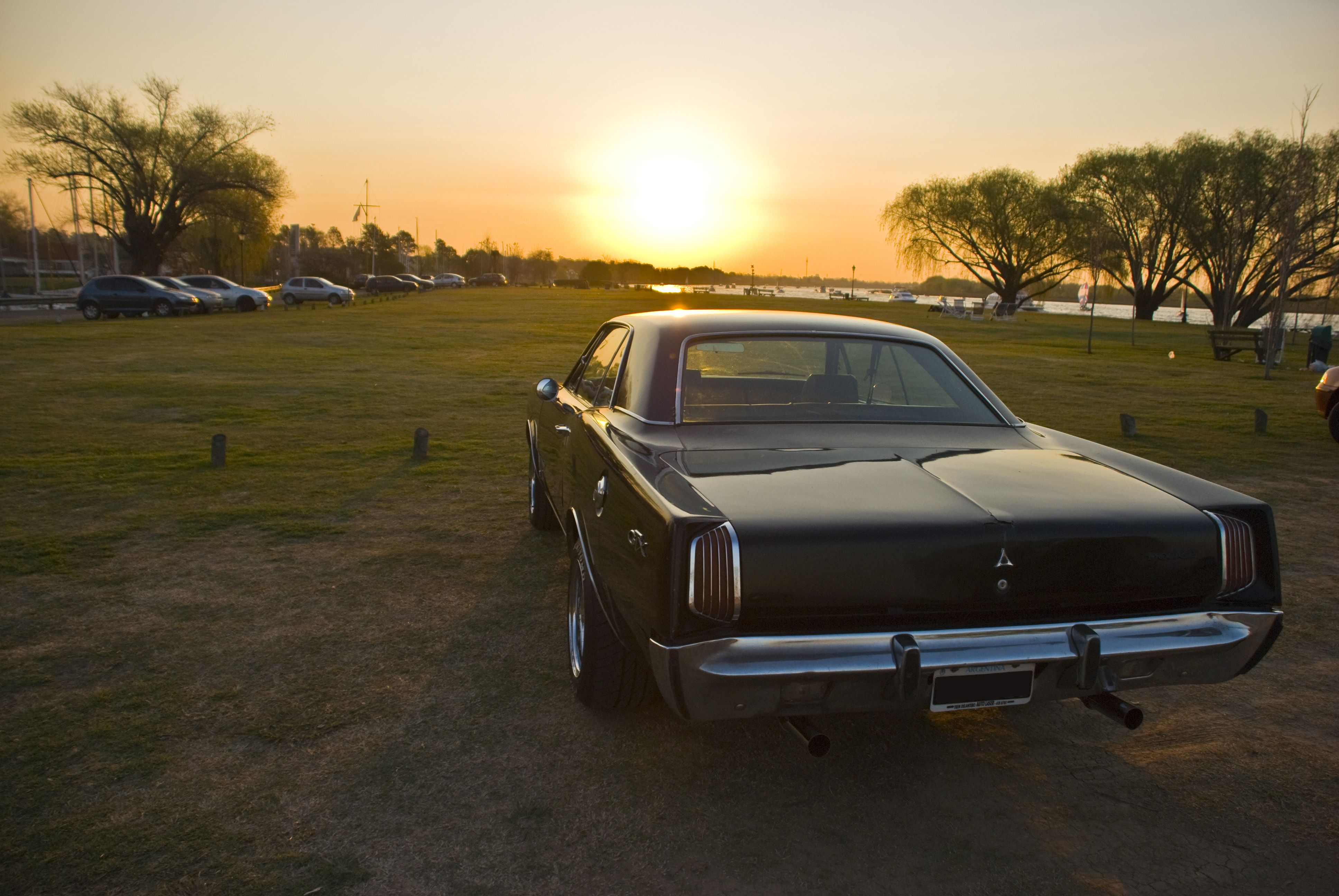
Dodge GTX de 1971 (vista desde atrás).

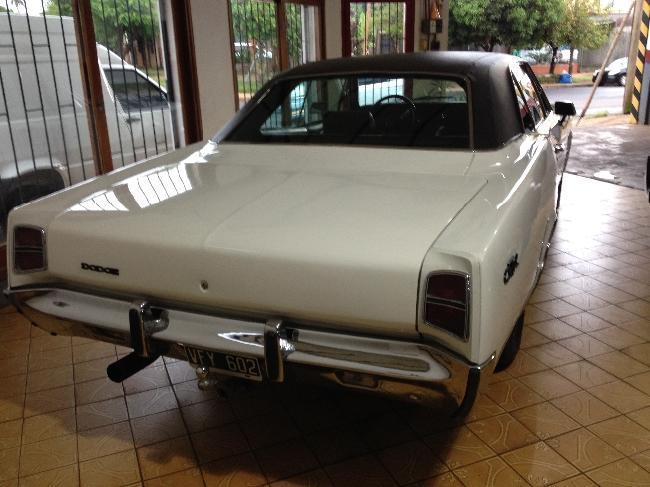
Dodge GTX posterior a 1972 (vista desde atrás).

El Dodge GTX es la versión cupé de la línea Dodge, fue desarrollado como un automóvil deportivo con la comodidad de uno de lujo. Este coche estaba equipado con un motor V8 de 5.210 cm³ (318 pulg. cub.) y potencia de 212 HP y posteriormente 230 HP y que estaba considerado como el motor más poderoso de la República Argentina, un régimen aún superior al del mítico motor Tornado del Torino. Además, este motor hacía rodar a la unidad hasta los 188,99 km/h, lo que lo convertía en uno de los coches más rápidos del país, superando al Ford Falcon y a la Chevrolet Chevy. La cupé Dodge GTX desde el comienzo hasta el final de su producción podía pedirse con el clásico motor de seis cilindros Slant Six de 225 pulgadas cúbicas que traían casi todos los Dodge, en su caso en la versión deportiva que antes traía el GT, llamado A-119 y carburador de doble boca, pero de la marca Carter, lo mismo que traía el GT. Los techos vinílicos, si bien en modelos como Coronado, GT y GTX eran de serie, se podía pedir que el vehículo no los trajera; al revés, era más difícil hacer que trajera techo vinílico un vehículo que de serie no lo traía, como el Polara o Polara coupé.

### Ámbito deportivo
En el ámbito deportivo, obtuvo campeonatos nacionales en manos de pilotos de la talla de Antonio Aventín, Roberto Mouras, Oscar Angeletti, Oscar Castellano, Norberto Fontana y Ernesto Bessone (hijo). Debutó en la década del 60, corriendo con los modelos Polara de cuatro puertas, a la par de los modelos Valiant a los cuales reemplazó en el mercado. Uno de sus pilotos más destacados y el primero en vencer con este modelo fue Juan Manuel Bordeu, ex-campeón de TC y conocido también por su matrimonio con la actriz argentina Graciela Borges. Esta primera victoria del Polara se produjo el 18 de julio de 1971 en el circuito semipermanente de Olavarría, en la «15º Vuelta de esa Ciudad».

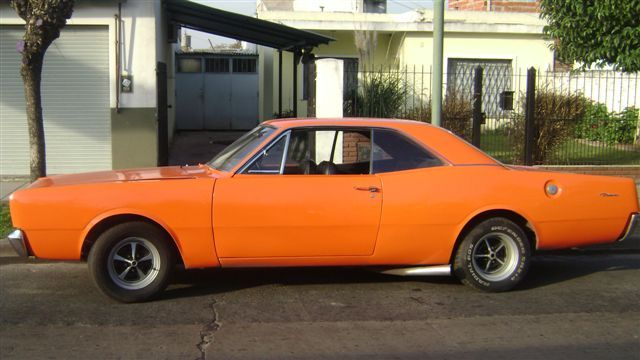
Vista lateral de un Dodge Polara cupé.

Durante gran parte de la década del ´80, el Polara supuso un amplio dominio en las pistas siendo campeón ocho veces, seis de manera consecutiva: Roberto Mouras cuatro veces (1981, 1983, 1984 y 1985, en este año alternó con Chevy Coupe), Oscar Castellano dos veces (1987 y 1988), Antonio Aventín una vez (Temporada 1980/1981) y Oscar Angeletti una vez (1986). Cabe aclarar que Tony Aventín fue campeón del Torneo disputado entre 1980 y 1981 y Roberto Mouras fue ganador de un Torneo especial de cinco fechas disputado en el año 1981 que llevaba el nombre de Antonio Lizeviche y del exboxeador Víctor Galíndez, quienes fallecieron en un trágico accidente en la carrera de 25 de mayo, cuando volvían a pie a sus boxes.
Luego de esa seguidilla de éxitos, muchos de los puntales de la marca decidieron pasar a las otras. Tal es el caso de Roberto Mouras, que pasó a Chevrolet, y Oscar Castellano, que pasó a Ford. A todo esto se le sumó los sucesivos cambios reglamentarios que hicieron que los motores Slant-Six de Dodge se vieran en inferioridad de condiciones frente a los Ford y Chevrolet. Esto motivó un paréntesis de la marca en el TC, hasta que en 1995 un Dodge fue equipado a modo experimental con un motor de seis cilindros de un Jeep Cherokee. Si bien no era de esperarse que el auto tuviera un gran rendimiento competitivo, la ACTC le concedió la homologación para que fuera el motor oficial de la marca. Unos años después, este motor fue utilizado para equipar a los Torino y así se logró su vuelta a la categoría. A estos modelos evolucionados se los comenzó a llamar «Dodge Cherokee» y «Torino Cherokee». Con este modelo, Ernesto Bessone consiguió el primer título de la marca luego de 13 años, en el 2003. Tres años después, en 2006, Norberto Fontana repetiría el logro.

## Ficha técnica de todas las versiones
Dodge Polara 1968-1980:
|                                                   | 203                                      | 225                                                             | 225 RT                                                              | 225 GT | GTX V8 |
| ------------------------------------------------- | ---------------------------------------- | --------------------------------------------------------------- | ------------------------------------------------------------------- | --- | --- |
| Producción:                                       | 1976-1979                                | 1969-1980                                                       | 1973-1978                                                           | 1969-1970 | 1970-1979 |
| Tipo de motor:                                    | Perkins 4 PA 4 cilindros en línea Diésel | Chrysler seis cilindros en línea Slant Six RG 225 Inclinado 30° | Chrysler seis cilindros en línea Slant Six RG 225 Inclinado 30°     | Chrysler seis cilindros en línea Slant Power A-119 Inclinado 30° | Chrysler ocho cilindros en V de origen Mexicano, luego de origen Canadiense.                                        |
| Capacidad:                                        | 3.333 cm³ (203 plgs³ )                   | 3.687 cm³ (225 plgs³)                                           | 3.687 cm³ (225 plgs³)                                               | 3.687 cm³ (225 plgs³) | 5.210 cm³ (318 plgs³)                                                                                               |
| Alimentación:                                     | Inyección indirecta                      | Holley RX 7001                                                  | Doble cuerpo Holley RX 7218 A                                       | Cárter BBD 4300S | Cárter BBD 4749S |
| Potencia máxima:                                  | 71 hp (53 kW) a 3.000 rpm                | 145 hp (108 kW) a 4.400 rpm                                     | 174 hp (130 kW) a 4.400 rpm                                         | 155 hp (115,5 kW) a 4.500 rpm | 212 hp (158 kW) a 4.400 rpm (Motor de Origen Mexicano). 230 hp (171,5 kW) a 4.400 rpm (Motor de Origen Canadiense). |
| Llantas:                                          | 5.5 x 14" acero                          | 5.5 x 14" acero                                                 | 5.5 x 14" tipo rally en acero                                       | 5.5 x 14" tipo rally en acero | 6 x 14" tipo rally en acero                                                                                         |
| Neumáticos:                                       | 7.35 x 14"                               | 7.35 x 14"                                                      | E70x14 (195/70-14)                                                  | E70x14 (195/70-14) | G70x14 (205/70-14)                                                                                                  |
| Caja de cambios:                                  | Manual de cuatro velocidades al volante  | Manual de tres velocidades al volante. Automático (1970-1978)   | Manual de cuatro velocidades al piso A-230/4 con gatillo de reversa | Manual de cuatro velocidades al piso A-833 Daytona Barracuda | Manual de cuatro velocidades al piso A-230/4 con gatillo de reversa                                                 |
| Peso:                                             | —                                        | ~ 1450kg                                                        | ~ 1450kg                                                            | 1450kg | 1565kg |
| Aceleración 0-100 km/h:                           | —                                        | Manual 15 s. Automático 16,3 s.                                 | 11,5 s.                                                             | 11 s (El GT ganaba en aceleración al Polara/Coronado y a los posteriores RT porque tenía el Diferencial más grande: Relación 3,31:1 contra 3,07:1 del Polara/Coronado; eso implicaba menor velocidad final) | 10 s. |
| Velocidad máxima:                                 | 98 km/h                                  | Manual 171 km/h. Automático 158 km/h.                           | 181 km/h                                                            | 168,15 km/h | 189 km/h (Revista Corsa); 198 km/h (Revista Automundo)                                                              |
| Consumo de combustible promedio (Km/l) a 100Km/h: | —                                        | Manual 8,8 Automático 6,9                                       | 9,0                                                                 | 8,5 | 8,33 |